# Paul Arriola
Paul Joseph Arriola Hendricks (Chula Vista, 5 februari 1995) is een Amerikaans-Mexicaans voetballer die doorgaans speelt als middenvelder. In januari 2025 verruilde hij FC Dallas voor Seattle Sounders. Arriola maakte in 2016 zijn debuut in het voetbalelftal van de Verenigde Staten.

## Clubcarrière
Arriola speelde in de opleiding van Arsenal FC, waarna hij terecht kwam in de jeugd van LA Galaxy. In december 2012 besloot de middenvelder te verkassen naar Club Tijuana, waar hij eerder al een stage onderging. In Mexico kwam hij landgenoten Edgar Castillo, Hercules Gomez, Joe Corona en Greg Garza tegen. Zijn competitiedebuut maakte Arriola op 20 juli 2013, toen in eigen huis met 3–3 gelijkgespeeld werd tegen Atlas Guadalajara. In augustus 2017 nam D.C. United de middenvelder over voor circa drie miljoen dollar. Hiermee werd Arriola de duurste aankoop in de clubgeschiedenis.
In februari 2021 werd Arriola op huurbasis overgenomen door Swansea City. Door een blessure zou hij uiteindelijk na twee maanden alweer terugkeren naar D.C. United. In januari 2022 verkaste hij naar FC Dallas, waar hij zijn handtekening zette onder een verbintenis voor de duur van vier seizoenen. Hiervan maakte hij er drie vol, waarna Seattle Sounders hem overnam.

## Clubstatistieken
| Seizoen | Club             | Competitie          | Competitie | Competitie | Beker | Beker | Internationaal | Internationaal | Totaal | Totaal |
| Seizoen | Club             | Competitie          | Wed.       | Dlp.       | Wed.  | Dlp.  | Wed.           | Dlp.           | Wed.   | Dlp.   |
| ------- | ---------------- | ------------------- | ---------- | ---------- | ----- | ----- | -------------- | -------------- | ------ | ------ |
| 2013/14 | Club Tijuana     | Primera División    | 17         | 1          | 3     | 2     | 5              | 2              | 27     | 5      |
| 2014/15 | Club Tijuana     | Primera División    | 5          | 0          | 8     | 0     | —              | —              | 13     | 0      |
| 2015/16 | Club Tijuana     | Primera División    | 27         | 1          | 11    | 2     | —              | —              | 38     | 3      |
| 2016/17 | Club Tijuana     | Primera División    | 31         | 2          | 8     | 2     | —              | —              | 39     | 4      |
| 2017/18 | Club Tijuana     | Primera División    | 1          | 0          | 1     | 1     | —              | —              | 2      | 1      |
| 2017    | D.C. United      | Major League Soccer | 11         | 1          | 0     | 0     | —              | —              | 11     | 1      |
| 2018    | D.C. United      | Major League Soccer | 29         | 7          | 1     | 0     | —              | —              | 30     | 7      |
| 2019    | D.C. United      | Major League Soccer | 30         | 6          | 0     | 0     | —              | —              | 30     | 6      |
| 2018    | D.C. United      | Major League Soccer | 1          | 0          | 0     | 0     | —              | —              | 1      | 0      |
| 2020/21 | → Swansea City   | Championship        | 2          | 0          | 1     | 0     | —              | —              | 3      | 0      |
| 2021    | D.C. United      | Major League Soccer | 20         | 6          | 0     | 0     | —              | —              | 20     | 6      |
| 2022    | FC Dallas        | Major League Soccer | 34         | 10         | 0     | 0     | —              | —              | 34     | 10     |
| 2023    | FC Dallas        | Major League Soccer | 25         | 3          | 0     | 0     | —              | —              | 25     | 3      |
| 2024    | FC Dallas        | Major League Soccer | 31         | 5          | 1     | 0     | 2              | 0              | 34     | 5      |
| 2025    | Seattle Sounders | Major League Soccer | 0          | 0          | 0     | 0     | —              | —              | 0      | 0      |
| Totaal  | Totaal           | Totaal              | 264        | 42         | 34    | 7     | 7              | 2              | 305    | 51     |

Bijgewerkt op 16 januari 2025.

## Interlandcarrière
Arriola maakte zijn debuut in het voetbalelftal van de Verenigde Staten op 22 mei 2016, toen met 1–3 gewonnen werd van Puerto Rico. Bij rust was de stand 1–2 door doelpunten van Tim Ream, Bobby Wood (met een assist van Arriola) en Álvaro Betancourt. Arriola, die van bondscoach Jürgen Klinsmann in de basis mocht starten, vergrootte de voorsprong van de Amerikanen. De andere debutant dit duel was Fafà Picault (FC St. Pauli). Ook in zijn tweede interland, op 7 september 2016 tegen Trinidad en Tobago (4–0 winst), wist de middenvelder tot scoren te komen. In 2017 werd Arriola door Bruce Arena opgenomen in de selectie van de Verenigde Staten voor de Gold Cup 2017. Hier wist het land het toernooi te winnen door in de finale Jamaica te verslaan met 2–1. Ook zijn toenmalige teamgenoot Joe Corona (eveneens Verenigde Staten) deed mee aan de Gold Cup.
| Interlands van Paul Arriola voor Verenigde Staten | Interlands van Paul Arriola voor Verenigde Staten | Interlands van Paul Arriola voor Verenigde Staten | Interlands van Paul Arriola voor Verenigde Staten | Interlands van Paul Arriola voor Verenigde Staten | Interlands van Paul Arriola voor Verenigde Staten | Interlands van Paul Arriola voor Verenigde Staten |
| №                                                 | Datum                                             | Wedstrijd                                         | Uitslag                                           | Competitie                                        | Goals                                             |                                                   |
| Als speler bij Club Tijuana                       | Als speler bij Club Tijuana                       | Als speler bij Club Tijuana                       | Als speler bij Club Tijuana                       | Als speler bij Club Tijuana                       | Als speler bij Club Tijuana                       | Als speler bij Club Tijuana                       |
| ------------------------------------------------- | ------------------------------------------------- | ------------------------------------------------- | ------------------------------------------------- | ------------------------------------------------- | ------------------------------------------------- | ------------------------------------------------- |
| 1                                                 | 22 mei 2016                                       | Puerto Rico – Verenigde Staten                    | 1 – 3                                             | Vriendschappelijk                                 | 56'                                               |                                                   |
| 2                                                 | 7 september 2016                                  | Verenigde Staten – Trinidad en Tobago             | 4 – 0                                             | WK 2018 kwalificatie                              | 72'                                               |                                                   |
| 3                                                 | 7 oktober 2016                                    | Cuba – Verenigde Staten                           | 0 – 2                                             | Vriendschappelijk                                 |                                                   |                                                   |
| 4                                                 | 28 maart 2017                                     | Panama – Verenigde Staten                         | 1 – 1                                             | WK 2018 kwalificatie                              |                                                   |                                                   |
| 5                                                 | 11 juni 2017                                      | Mexico – Verenigde Staten                         | 1 – 1                                             | WK 2018 kwalificatie                              |                                                   |                                                   |
| 6                                                 | 1 juli 2017                                       | Verenigde Staten – Ghana                          | 2 – 1                                             | Vriendschappelijk                                 |                                                   |                                                   |
| 7                                                 | 12 juli 2017                                      | Verenigde Staten – Martinique                     | 3 – 2                                             | Gold Cup 2017                                     |                                                   |                                                   |
| 8                                                 | 15 juli 2017                                      | Verenigde Staten – Nicaragua                      | 3 – 0                                             | Gold Cup 2017                                     |                                                   |                                                   |
| 9                                                 | 19 juli 2017                                      | Verenigde Staten – El Salvador                    | 2 – 0                                             | Gold Cup 2017                                     |                                                   |                                                   |
| 10                                                | 22 juli 2017                                      | Verenigde Staten – Costa Rica                     | 2 – 0                                             | Gold Cup 2017                                     |                                                   |                                                   |
| 11                                                | 26 juli 2017                                      | Verenigde Staten – Jamaica                        | 2 – 1                                             | Gold Cup 2017                                     |                                                   |                                                   |
| Als speler bij D.C. United                        |                                                   |                                                   |                                                   |                                                   |                                                   |                                                   |
| 12                                                | 1 september 2017                                  | Verenigde Staten – Costa Rica                     | 0 – 2                                             | WK 2018 kwalificatie                              |                                                   |                                                   |
| 13                                                | 5 september 2017                                  | Honduras – Verenigde Staten                       | 1 – 1                                             | WK 2018 kwalificatie                              |                                                   |                                                   |
| 14                                                | 6 oktober 2017                                    | Verenigde Staten – Panama                         | 4 – 0                                             | WK 2018 kwalificatie                              |                                                   |                                                   |
| 15                                                | 10 oktober 2017                                   | Trinidad en Tobago – Verenigde Staten             | 2 – 1                                             | WK 2018 kwalificatie                              |                                                   |                                                   |
| 16                                                | 28 januari 2018                                   | Verenigde Staten – Bosnië en Herzegovina          | 0 – 0                                             | Vriendschappelijk                                 |                                                   |                                                   |
| 17                                                | 7 september 2018                                  | Verenigde Staten – Brazilië                       | 0 – 2                                             | Vriendschappelijk                                 |                                                   |                                                   |
| 18                                                | 28 januari 2019                                   | Verenigde Staten – Panama                         | 3 – 0                                             | Vriendschappelijk                                 |                                                   |                                                   |
| 19                                                | 2 februari 2019                                   | Verenigde Staten – Costa Rica                     | 2 – 0                                             | Vriendschappelijk                                 | 88'                                               |                                                   |
| 20                                                | 21 maart 2019                                     | Verenigde Staten – Ecuador                        | 1 – 0                                             | Vriendschappelijk                                 |                                                   |                                                   |
| 21                                                | 26 maart 2019                                     | Verenigde Staten – Chili                          | 1 – 1                                             | Vriendschappelijk                                 |                                                   |                                                   |
| 22                                                | 5 juni 2019                                       | Verenigde Staten – Jamaica                        | 0 – 1                                             | Vriendschappelijk                                 |                                                   |                                                   |
| 23                                                | 9 juni 2019                                       | Verenigde Staten – Venezuela                      | 0 – 3                                             | Vriendschappelijk                                 |                                                   |                                                   |
| 24                                                | 18 juni 2019                                      | Verenigde Staten – Guyana                         | 4 – 0                                             | Gold Cup 2019                                     | 28'                                               |                                                   |
| 25                                                | 22 juni 2019                                      | Verenigde Staten – Trinidad en Tobago             | 6 – 0                                             | Gold Cup 2019                                     | 78'                                               |                                                   |
| 26                                                | 30 juni 2019                                      | Verenigde Staten – Curaçao                        | 1 – 0                                             | Gold Cup 2019                                     |                                                   |                                                   |
| 27                                                | 3 juli 2019                                       | Verenigde Staten – Jamaica                        | 3 – 1                                             | Gold Cup 2019                                     |                                                   |                                                   |
| 28                                                | 7 juli 2019                                       | Verenigde Staten – Mexico                         | 0 – 1                                             | Gold Cup 2019                                     |                                                   |                                                   |
| 29                                                | 11 oktober 2019                                   | Verenigde Staten – Cuba                           | 7 – 0                                             | Nations League 2019/20                            |                                                   |                                                   |
| 30                                                | 15 oktober 2019                                   | Canada – Verenigde Staten                         | 2 – 0                                             | Nations League 2019/20                            |                                                   |                                                   |
| 31                                                | 15 november 2019                                  | Verenigde Staten – Canada                         | 4 – 1                                             | Nations League 2019/20                            |                                                   |                                                   |
| 32                                                | 19 november 2019                                  | Cuba – Verenigde Staten                           | 0 – 4                                             | Nations League 2019/20                            |                                                   |                                                   |
| 33                                                | 1 februari 2020                                   | Verenigde Staten – Costa Rica                     | 1 – 0                                             | Vriendschappelijk                                 |                                                   |                                                   |
| 34                                                | 9 december 2020                                   | Verenigde Staten – El Salvador                    | 6 – 0                                             | Vriendschappelijk                                 | 17'                                               |                                                   |
| 35                                                | 31 januari 2021                                   | Verenigde Staten – Trinidad en Tobago             | 7 – 0                                             | Vriendschappelijk                                 | 22', 41'                                          |                                                   |
| 36                                                | 11 juli 2021                                      | Verenigde Staten – Haïti                          | 1 – 0                                             | Gold Cup 2019                                     |                                                   |                                                   |
| 37                                                | 25 juli 2021                                      | Verenigde Staten – Jamaica                        | 1 – 0                                             | Gold Cup 2019                                     |                                                   |                                                   |
| 38                                                | 29 juli 2021                                      | Verenigde Staten – Qatar                          | 1 – 0                                             | Gold Cup 2019                                     |                                                   |                                                   |
| 39                                                | 1 augustus 2021                                   | Verenigde Staten – Mexico                         | 1 – 0 n.v.                                        | Gold Cup 2019                                     |                                                   |                                                   |
| 40                                                | 7 oktober 2021                                    | Verenigde Staten – Jamaica                        | 2 – 0                                             | WK 2022 kwalificatie                              |                                                   |                                                   |
| 41                                                | 10 oktober 2021                                   | Panama – Verenigde Staten                         | 1 – 0                                             | WK 2022 kwalificatie                              |                                                   |                                                   |
| 42                                                | 16 november 2021                                  | Jamaica – Verenigde Staten                        | 1 – 1                                             | WK 2022 kwalificatie                              |                                                   |                                                   |
| Als speler bij FC Dallas                          |                                                   |                                                   |                                                   |                                                   |                                                   |                                                   |
| 43                                                | 30 januari 2022                                   | Canada – Verenigde Staten                         | 2 – 0                                             | WK 2022 kwalificatie                              |                                                   |                                                   |
| 44                                                | 27 maart 2022                                     | Verenigde Staten – Panama                         | 5 – 1                                             | WK 2022 kwalificatie                              | 23'                                               |                                                   |
| 45                                                | 5 juni 2022                                       | Verenigde Staten – Uruguay                        | 0 – 0                                             | Vriendschappelijk                                 |                                                   |                                                   |
| 46                                                | 10 juni 2022                                      | Verenigde Staten – Grenada                        | 5 – 0                                             | Nations League 2022/23                            | 62'                                               |                                                   |
| 47                                                | 14 juni 2022                                      | El Salvador – Verenigde Staten                    | 1 – 1                                             | Nations League 2022/23                            |                                                   |                                                   |
| 48                                                | 27 september 2022                                 | Saoedi-Arabië – Verenigde Staten                  | 0 – 0                                             | Vriendschappelijk                                 |                                                   |                                                   |
| 49                                                | 25 januari 2023                                   | Verenigde Staten – Servië                         | 1 – 2                                             | Vriendschappelijk                                 |                                                   |                                                   |
| 50                                                | 28 januari 2023                                   | Verenigde Staten – Colombia                       | 0 – 0                                             | Vriendschappelijk                                 |                                                   |                                                   |

Bijgewerkt op 16 januari 2025.

## Erelijst
| CONCACAF Gold Cup       | 2 | 2017, 2021 |
| CONCACAF Nations League | 2 | 2019/20    |